# Rini van Bracht

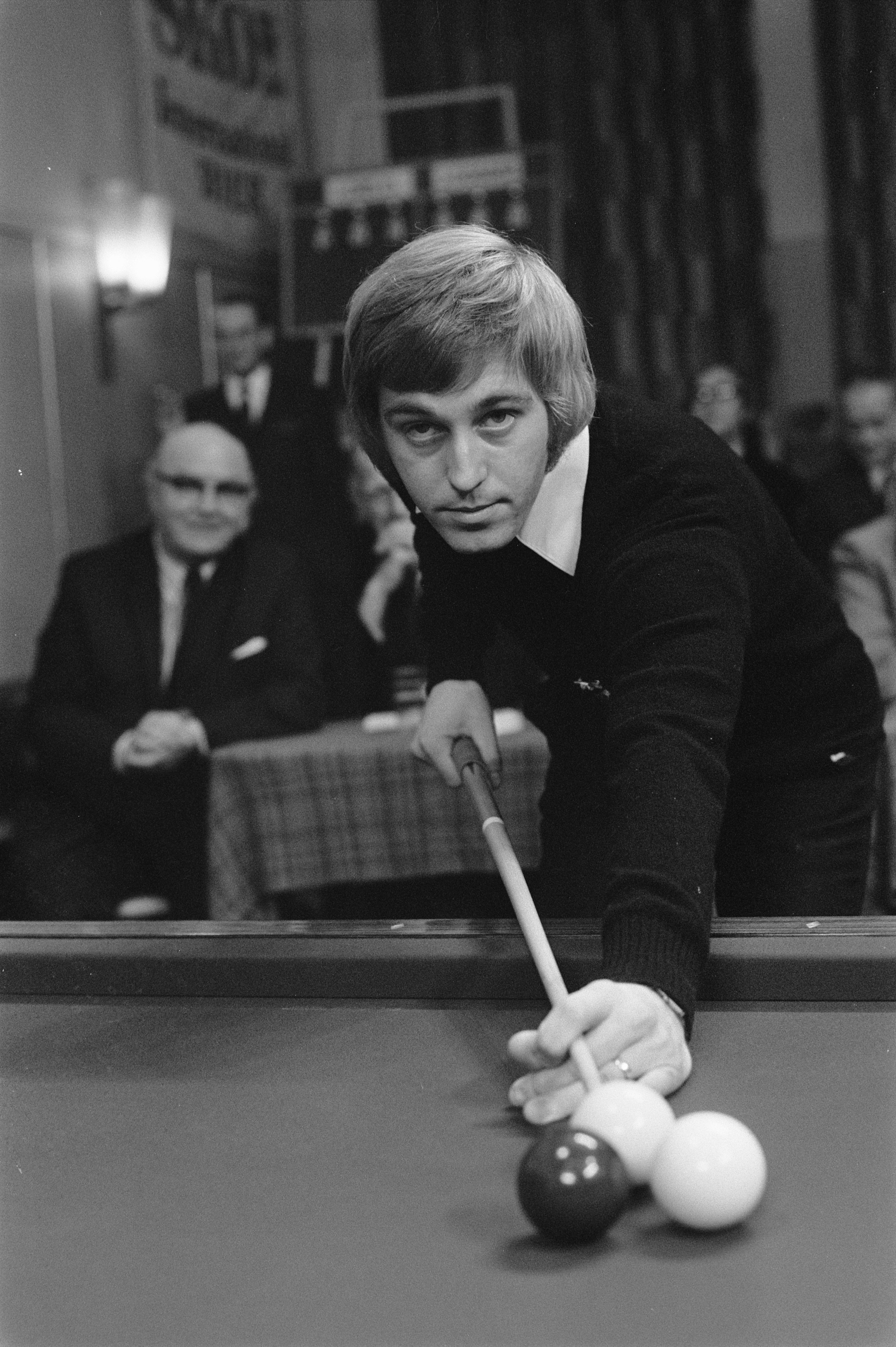
Rini van Bracht in 1972

Rini van Bracht (Waalwijk, 1 juni 1947) is een Nederlands biljarter die gespecialiseerd is in het driebanden. 
Als vierentwintigjarige werd hij tweede op het wereldkampioenschap driebanden in Groningen. 
Het hoogtepunt in zijn carrière was de wereldtitel die hij in 1982 in Guayaquil (Ecuador) behaalde. 
In 1993 werd Van Bracht in Aalborg (Denemarken) voor de tweede keer wereldkampioen.
Van Bracht won ook tweemaal het Europees kampioenschap driebanden (in 1984 en 1993) en acht keer het Nederlands kampioenschap driebanden, (de eerste maal in december 1970 en de laatste maal in januari 1989). 
Door een ongeluk raakte Van Bracht ernstig gewond aan een van zijn ogen. Het gezichtsvermogen in het gewonde oog was nog maar 10%. 
Eigenlijk heeft hij dus steeds met een oog moeten spelen. 
Toch heeft dit zijn biljartcarrière niet nadelig beïnvloed. Uiteindelijk heeft hij op deze wijze twee wereldkampioenschappen in de wacht gesleept. 
Dit is opmerkelijk omdat het met een oog zeer moeilijk is diepte te zien. Op een wedstrijdbiljart van 284 cm bij 142 cm moet dat een flinke handicap zijn geweest.
Van Bracht heeft een zaak in sportartikelen in Waalwijk.

## Familie
Van Bracht is een oudere broer van zanger en presentator Clemens van Bracht.